# Robert Cloughen
Robert "Bobby" Cloughen (n. The Bronx; 26 de enero de 1889 - f. Nueva York; 7 de agosto de 1930) fue un atleta estadounidense especialista en velocidad.
Participó en los Juegos Olímpicos de Londres 1908 y terminó segundo en la carrera de 200 metros con un tiempo de 22 "6. Participó también en la carrera de los 100 metros planos, clasificándose para la final, que, sin embargo, se rindió.